# Ràdio i Televisió d'Andorra
Ràdio i Televisió d'Andorra, S.A., zkráceně jen RTVA (katalánsky [ˈraðiu təɫəβiziˈo ðənˈdorə], místně [ˈraðio teleβiziˈo ðanˈdɔra]), je veřejnoprávní vysílatel, který připravuje televizní i rozhlasové vysílání v Andoře. Operuje na televizním kanále ATV a na rozhlasových stanicích RNA a AM.

## Historie
Veřejnoprávní vysílání bylo zahájeno 26. října 1989. Rozhlasová stanice Ràdio Nacional d'Andorra (RNA) začala vysílat v prosinci 1991. První andorrský televizní kanál Andorra Televisió (ATV) zahájil vysílání v roce 1995.
Veškeré pořady na RNA a ATV byl produkovány nezávislými společnostmi a to až do roku 1997, kdy si ORTA začala veškeré své pořady vyrábět sama.
Dne 13. dubna 2000 byla nahrazena současnou organizací Ràdio i Televisió d'Andorra, S.A., která následně převzal plnou kontrolu nad oběma stanicemi RNA a ATV. RTVA je financována vládou. Reklama poskytuje vysílateli dodatečné příjmy. Současným generálním ředitelem je Xavi Mujal.
Od roku 2002 je aktivním členem Evropské vysílací unie a mezi léty 2004 až 2009 se podílela na Eurovision Song Contest. V roce 2012 však vysílatel zvažoval kvůli finančním problémům odstoupení od EBU. Všechny tři kanály je možno sledovat od roku 2013 zdarma online na webu RTVA.

## Kanály

### Televize

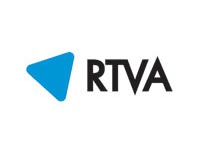
Logo RTVA (2005—2013)

Andorra Televisió, zkráceně ATV, je celostátní televizní kanál Andorry, který vysílá v katalánštině. Kanál vysílá řadu programů včetně sportu, hudby, filmů i denní dětský program Club Piolet. Vlajkovou lodí jsou zprávy ATV Noticies, které se vysílají třikrát denně. Pravidelné se také živě vysílá dění parlamentu. Obvykle se vysílá v době mezi 7:30 a 23:45 každý den.

### Rozhlas
Radio Nacional d'Andorra, zkráceně RNA, je celostátní rozhlasový kanál Andorry. Vysílá především hudbu, která je proložena hodinovým zpravodajstvím. Stanice vysílá nepřetržitě 24 hodin denně, 7 dní v týdnu.
Andorra Música, zkráceně AM, se zaměřuje na hudbu.